# Церкокарпус
Церкокарпус (Cercocarpus) — рід квіткових рослин родини розових (Rosaceae).

## Поширення
Рід поширений на заході США, в Мексиці, Гватемалі, Гондурасі, Сальвадорі.

## Опис
Чагарники або невеликі дерева заввишки 3-6 м, максимум до 13 м. Вид Cercocarpus montanus не виростає вище одного метра.

## Види
Кількість видів у різних класифікаціях може відрізнятися:
- Cercocarpus betuloides
- Cercocarpus breviflorus
- Cercocarpus douglasii
- Cercocarpus fothergilloides
- Cercocarpus intricatus
- Cercocarpus ledifolius
- Cercocarpus minutiflorus
- Cercocarpus montanus
- Cercocarpus traskiae